# Championnat d'Afrique des nations de football 2011
Navigation
Côte d'Ivoire 2009 Afrique du Sud 2014
Le Championnat d'Afrique des nations de football 2011 (CHAN 2011) est un tournoi qui se dispute au Soudan du 4 février - 25 février 2011.
Il s'agit de la deuxième édition du Championnat d'Afrique des nations qui met cette fois en compétition les 16 meilleures équipes africaines locales (contre 8 lors de l'édition 2009 en Côte d’Ivoire) réparties en quatre poules de quatre équipes. Il s'est ensuivi les quarts, les demi-finales puis la finale.

## Qualification

### Tournoi de qualification

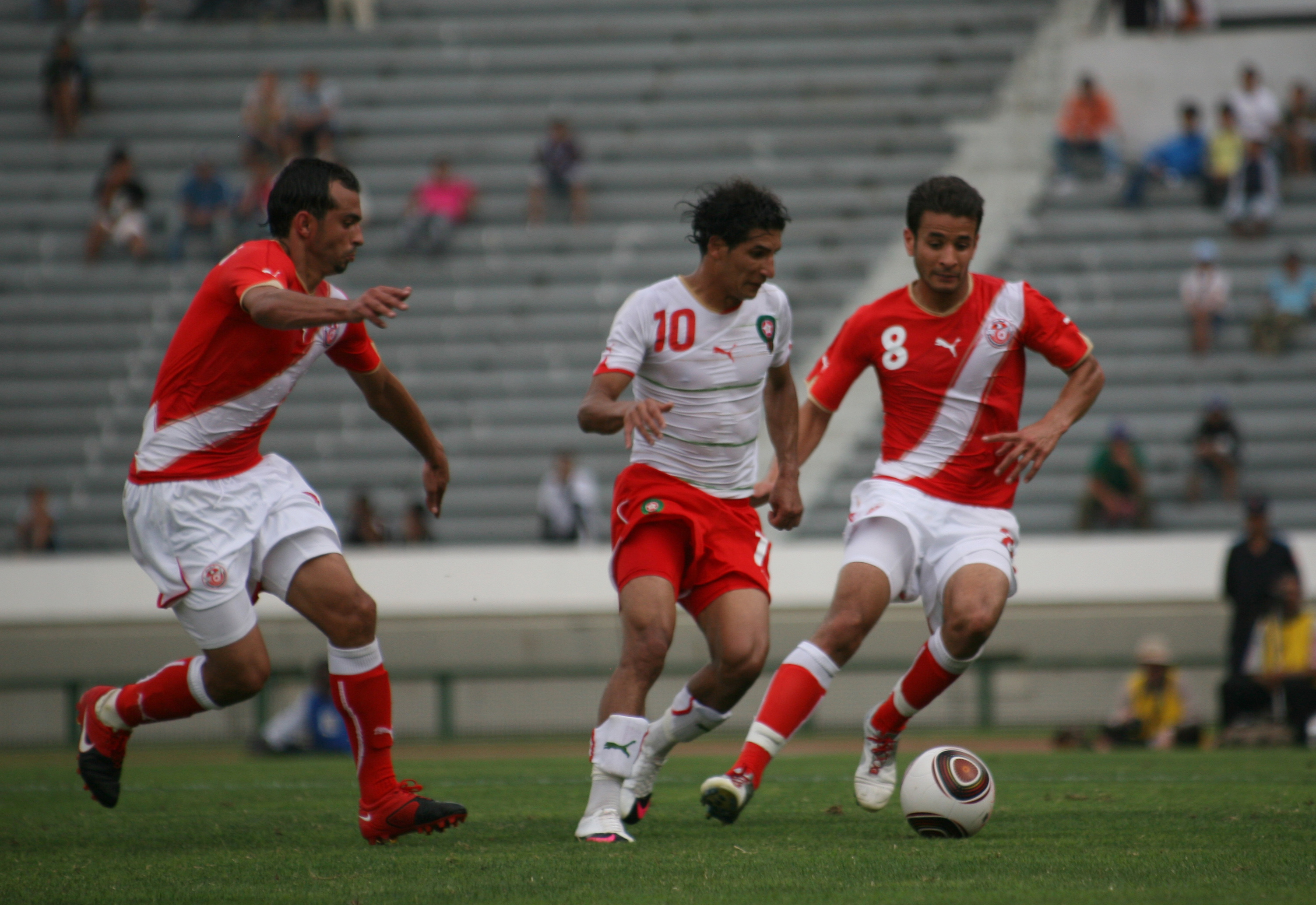
Tunisie contre le Maroc, pour les qualifications au CHAN 2011.

La CAF a procédé à la répartition du nombre de qualifiés par zone :
- Zone Nord, deux qualifiés parmi quatre équipes à la suite d'un seul tour qui oppose la Tunisie au Maroc et l'Algérie à la Libye.
- Zone Ouest A, deux qualifiés parmi quatre équipes à la suite d'un seul tour qui oppose la Guinée au Mali et le Sénégal au Sierra Leone.
- Zone Ouest B, trois qualifiés parmi six équipes à la suite d'un seul tour qui oppose le Togo à la Côte d’Ivoire, le Burkina Faso au Ghana et le Niger au Nigeria.
- Zone Centrale, 3 qualifiés parmi 4 équipes en 2 tours, le Congo affronte le Cameroun et le Gabon joue contre le RD Congo, les deux vainqueurs se qualifient directement à la phase finales, les deux perdants se disputent le dernier billet de cette zone.
- Zone Centre-Est, 3 qualifiés dont le Soudan, pays organisateur, la Somalie vainqueur de Djibouti (1-0) lors du tour préliminaire en novembre 2009 joue contre la Tanzanie, Le Burundi contre l'Ouganda, l'Érythrée contre le Rwanda et l'Éthiopie contre le Kenya pour le compte du deuxième tour, les vainqueurs se rencontrent lors d'un dernier tour pour connaitre les deux derniers qualifiés de cette zone.
- Zone Sud, 3 qualifiés parmi 11 équipes, la Zambie est exemptée du 1er tour et rejoint les vainqueurs pour disputer le deuxième tour qui réunira 6 équipes en 3 duels, les vainqueurs sont qualifiés à la phase finale.

### Équipes qualifiées

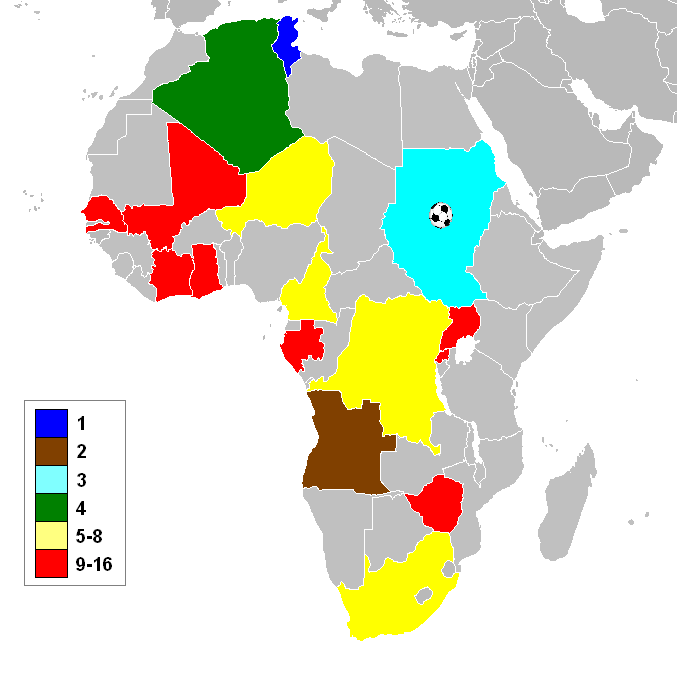
Équipes qualifiées pour la CHAN 2011.

| Pays organisateur : Soudan Zone Nord : Algérie Tunisie Zone Ouest A : Mali Sénégal Zone Ouest B : Côte d'Ivoire Ghana Niger | Zone Centrale : Cameroun Gabon RD Congo Zone Centre-Est : Ouganda Rwanda Zone Sud : Afrique du Sud Angola Zimbabwe |

## Tournoi final
Le tirage au sort de la phase finale aura lieu le samedi 27 novembre à Khartoum.
Les 16 équipes qualifiées ont été réparties en 4 chapeaux :
- Chapeau un : Soudan, RD Congo, Ghana et Sénégal.
- Chapeau deux : Algérie, Côte d’Ivoire, Tunisie et Zimbabwe.
- Chapeau trois : Angola, Cameroun, Gabon et Afrique du Sud.
- Chapeau quatre : Mali, Niger, Rwanda et Ouganda.

### Phase de poules

#### Groupe A
| Rang | Équipe  | Pts | J | G | N | P | Bp | Bc | Diff |
| ---- | ------- | --- | - | - | - | - | -- | -- | ---- |
| 1    | Soudan  | 7   | 3 | 2 | 1 | 0 | 2  | 0  | +2   |
| 2    | Algérie | 5   | 3 | 1 | 2 | 0 | 4  | 2  | +2   |
| 3    | Gabon   | 4   | 3 | 1 | 1 | 1 | 4  | 4  | 0    |
| 4    | Ouganda | 0   | 3 | 0 | 0 | 3 | 1  | 5  | -4   |

| 4 février 2011 | Soudan       | 1 - 0 | Gabon | Khartoum Stadium, Khartoum          |                                     |
| 20h00 UTC+3    | El Tahir 19e |       |       | Arbitrage : Rajindraparsad Seechurn | Arbitrage : Rajindraparsad Seechurn |
| 20h00 UTC+3    | Rapport      |       |       | Arbitrage : Rajindraparsad Seechurn | Arbitrage : Rajindraparsad Seechurn |

| 5 février 2011 | Ouganda | 0 - 2 | Algérie                  | Khartoum Stadium, Khartoum  |                             |
| 15h30 UTC+3    |         |       | 18e Djabou · 62e Soudani | Arbitrage : Koman Coulibaly | Arbitrage : Koman Coulibaly |
| 15h30 UTC+3    | Rapport |       |                          | Arbitrage : Koman Coulibaly | Arbitrage : Koman Coulibaly |

| 8 février 2011 | Gabon                              | 2 - 2 | Algérie         | Khartoum Stadium, Khartoum |                            |
| 17h30 UTC+3    | Lengoualama 51e · Bembangoye 90+2e |       | 70e 89e Soudani | Arbitrage : Ali Leingaifry | Arbitrage : Ali Leingaifry |
| 17h30 UTC+3    | Rapport                            |       |                 | Arbitrage : Ali Leingaifry | Arbitrage : Ali Leingaifry |

| 8 février 2011 | Soudan      | 1 - 0 | Ouganda | Khartoum Stadium, Khartoum |                          |
| 20h00 UTC+3    | El Tahir 9e |       |         | Arbitrage : Ousmane Fall   | Arbitrage : Ousmane Fall |
| 20h00 UTC+3    | Rapport     |       |         | Arbitrage : Ousmane Fall   | Arbitrage : Ousmane Fall |

| 12 février 2011 | Soudan  | 0 - 0 | Algérie | Khartoum Stadium, Khartoum |                          |
| 20h00 UTC+3     |         |       |         | Arbitrage : Eddy Maillet   | Arbitrage : Eddy Maillet |
| 20h00 UTC+3     | Rapport |       |         | Arbitrage : Eddy Maillet   | Arbitrage : Eddy Maillet |

| 12 février 2011 | Gabon               | 2 - 1 | Ouganda   | Al Hilal Stadium, Omdourman        |                                    |
| 20h00 UTC+3     | Pitty Djoué 65e 69e |       | 88e Sadam | Arbitrage : Désiré Doué Noumandiez | Arbitrage : Désiré Doué Noumandiez |
| 20h00 UTC+3     | Rapport             |       |           | Arbitrage : Désiré Doué Noumandiez | Arbitrage : Désiré Doué Noumandiez |

#### Groupe B
| Rang | Équipe         | Pts | J | G | N | P | Bp | Bc | Diff |
| ---- | -------------- | --- | - | - | - | - | -- | -- | ---- |
| 1    | Afrique du Sud | 9   | 3 | 3 | 0 | 0 | 6  | 2  | +4   |
| 2    | Niger          | 6   | 3 | 2 | 0 | 1 | 2  | 2  | 0    |
| 3    | Zimbabwe       | 3   | 3 | 1 | 0 | 2 | 2  | 3  | -1   |
| 4    | Ghana          | 0   | 3 | 0 | 0 | 3 | 1  | 4  | -3   |

| 5 février 2011 | Ghana     | 1 - 2 | Afrique du Sud             | Stade Wad Medani, Wad Madani     |                                  |
| 14h30 (GMT)    | Larbi 19e |       | 57e Shongwe · 88e Shabangu | Arbitrage : Khalid Abd El Rahman | Arbitrage : Khalid Abd El Rahman |
| 14h30 (GMT)    | Rapport   |       |                            | Arbitrage : Khalid Abd El Rahman | Arbitrage : Khalid Abd El Rahman |

| 5 février 2011 | Zimbabwe | 0 - 1 | Niger          | Stade Wad Medani, Wad Madani     |                                  |
| 17h00 (GMT)    |          |       | 76e Abdelkader | Arbitrage : Mohamedou Mal Souley | Arbitrage : Mohamedou Mal Souley |
| 17h00 (GMT)    | Rapport  |       |                | Arbitrage : Mohamedou Mal Souley | Arbitrage : Mohamedou Mal Souley |

| 9 février 2011 | Afrique du Sud  | 2 - 0 | Niger | Stade Wad Medani, Wad Madani |                              |
| 14h30 (GMT)    | Shongwe 56e 87e |       |       | Arbitrage : Wellington Kaoma | Arbitrage : Wellington Kaoma |
| 14h30 (GMT)    | Rapport         |       |       | Arbitrage : Wellington Kaoma | Arbitrage : Wellington Kaoma |

| 9 février 2011 | Ghana   | 0 - 1 | Zimbabwe | Stade Wad Medani, Wad Madani           |                                        |
| 17h00 (GMT)    |         |       | 70e Gutu | Arbitrage : Helder Martins de Carvalho | Arbitrage : Helder Martins de Carvalho |
| 17h00 (GMT)    | Rapport |       |          | Arbitrage : Helder Martins de Carvalho | Arbitrage : Helder Martins de Carvalho |

| 13 février 2011 | Afrique du Sud               | 2 - 1 | Zimbabwe  | Al Hilal Stadium, Omdourman |                             |
| 17h00 (GMT)     | Shabangu 33e · Mkhwanazi 62e |       | 2e Maroto | Arbitrage : Djamel Haimoudi | Arbitrage : Djamel Haimoudi |
| 17h00 (GMT)     | Rapport                      |       |           | Arbitrage : Djamel Haimoudi | Arbitrage : Djamel Haimoudi |

| 13 février 2011 | Ghana   | 0 - 1 | Niger     | Stade Wad Medani, Wad Madani |                         |
| 17h00 (GMT)     |         |       | 89e Tukur | Arbitrage : Slim Jedidi      | Arbitrage : Slim Jedidi |
| 17h00 (GMT)     | Rapport |       |           | Arbitrage : Slim Jedidi      | Arbitrage : Slim Jedidi |

#### Groupe C
| Rang | Équipe        | Pts | J | G | N | P | Bp | Bc | Diff |
| ---- | ------------- | --- | - | - | - | - | -- | -- | ---- |
| 1    | Cameroun      | 9   | 3 | 3 | 0 | 0 | 5  | 0  | +5   |
| 2    | RD Congo      | 4   | 3 | 1 | 1 | 1 | 3  | 4  | -1   |
| 3    | Côte d'Ivoire | 3   | 3 | 1 | 0 | 2 | 2  | 4  | -2   |
| 4    | Mali          | 1   | 3 | 0 | 1 | 2 | 1  | 4  | -3   |

| 6 février 2011 | RD Congo | 0 - 2 | Cameroun               | Al Merreikh Stadium, Omdurman |                            |
| 14h30 (GMT)    |          |       | 42e Momasso · 80e Baba | Arbitrage : Daniel Bennett    | Arbitrage : Daniel Bennett |
| 14h30 (GMT)    | Rapport  |       |                        | Arbitrage : Daniel Bennett    | Arbitrage : Daniel Bennett |

| 6 février 2011 | Côte d'Ivoire | 1 - 0 | Mali | Al Merreikh Stadium, Omdurman |                          |
| 17h00 (GMT)    | Koné 23e      |       |      | Arbitrage : Eddy Maillet      | Arbitrage : Eddy Maillet |
| 17h00 (GMT)    | Rapport       |       |      | Arbitrage : Eddy Maillet      | Arbitrage : Eddy Maillet |

| 10 février 2011 | Cameroun   | 1 - 0 | Mali | Al Merreikh Stadium, Omdurman |                         |
| 14h30 (GMT)     | Sagong 68e |       |      | Arbitrage : Slim Jedidi       | Arbitrage : Slim Jedidi |
| 14h30 (GMT)     | Rapport    |       |      | Arbitrage : Slim Jedidi       | Arbitrage : Slim Jedidi |

| 10 février 2011 | RD Congo                       | 2 - 1 | Côte d'Ivoire | Al Merreikh Stadium, Omdurman |                          |
| 17h00 (GMT)     | Salakiaku 18e · Kaluyituka 31e |       | 8e Mangoua    | Arbitrage : Rachide Jose      | Arbitrage : Rachide Jose |
| 17h00 (GMT)     | Rapport                        |       |               | Arbitrage : Rachide Jose      | Arbitrage : Rachide Jose |

| 14 février 2011 | Cameroun               | 2 - 0 | Côte d'Ivoire | Khartoum Stadium, Khartoum          |                                     |
| 17h00 (GMT)     | Monkam 54e · Ekane 90e |       |               | Arbitrage : Rajindraparsad Seechurn | Arbitrage : Rajindraparsad Seechurn |
| 17h00 (GMT)     | Rapport                |       |               | Arbitrage : Rajindraparsad Seechurn | Arbitrage : Rajindraparsad Seechurn |

| 14 février 2011 | RD Congo    | 1 - 1 | Mali         | Al Merreikh Stadium, Omdurman  |                                |
| 17h00 (GMT)     | Kabangu 82e |       | 80e Bagayoko | Arbitrage : Omar Mohamed Ragab | Arbitrage : Omar Mohamed Ragab |
| 17h00 (GMT)     | Rapport     |       |              | Arbitrage : Omar Mohamed Ragab | Arbitrage : Omar Mohamed Ragab |

#### Groupe D
| Rang | Équipe  | Pts | J | G | N | P | Bp | Bc | Diff |
| ---- | ------- | --- | - | - | - | - | -- | -- | ---- |
| 1    | Tunisie | 7   | 3 | 2 | 1 | 0 | 6  | 2  | +4   |
| 2    | Angola  | 5   | 3 | 1 | 2 | 0 | 3  | 2  | +1   |
| 3    | Sénégal | 4   | 3 | 1 | 1 | 1 | 2  | 2  | 0    |
| 4    | Rwanda  | 0   | 3 | 0 | 0 | 3 | 2  | 7  | -5   |

| 7 février 2011 | Rwanda  | 0 - 2 | Sénégal                        | Stade Port Soudan, Port Soudan |                             |
|                |         |       | 89e M. Kasse · 90+3e M.N. Diop | Arbitrage : Djamel Haimoudi    | Arbitrage : Djamel Haimoudi |
|                | Rapport |       |                                | Arbitrage : Djamel Haimoudi    | Arbitrage : Djamel Haimoudi |

| 7 février 2011 | Angola     | 1 - 1 | Tunisie   | Stade Port Soudan, Port Soudan     |                                    |
| 17h (GMT)      | Kali 90+2e |       | 7e Msakni | Arbitrage : Désiré Doué Noumandiez | Arbitrage : Désiré Doué Noumandiez |
| 17h (GMT)      | Rapport    |       |           | Arbitrage : Désiré Doué Noumandiez | Arbitrage : Désiré Doué Noumandiez |

| 11 février 2011 | Rwanda        | 1 - 3 | Tunisie                                  | Stade Port Soudan, Port Soudan |                            |
| 14h30 (GMT)     | Tuyisenge 23e |       | 21e Darragi · 32e Kasdaoui · 44e Dhaoudi | Arbitrage : Bakary Gassama     | Arbitrage : Bakary Gassama |
| 14h30 (GMT)     | Rapport       |       |                                          | Arbitrage : Bakary Gassama     | Arbitrage : Bakary Gassama |

| 11 février 2011 | Sénégal | 0 - 0 | Angola | Stade Port Soudan, Port Soudan |                                |
| 17h00 (GMT)     |         |       |        | Arbitrage : Omar Mohamed Ragab | Arbitrage : Omar Mohamed Ragab |
| 17h00 (GMT)     | Rapport |       |        | Arbitrage : Omar Mohamed Ragab | Arbitrage : Omar Mohamed Ragab |

| 15 février 2011 | Sénégal | 0 - 2 | Tunisie                  | Stade Port Soudan, Port Soudan   |                                  |
| 17h00 (GMT)     |         |       | 45e Kasdaoui · 88e Korbi | Arbitrage : Khalid Abd El Rahman | Arbitrage : Khalid Abd El Rahman |
| 17h00 (GMT)     | Rapport |       |                          | Arbitrage : Khalid Abd El Rahman | Arbitrage : Khalid Abd El Rahman |

| 15 février 2011 | Rwanda         | 1 - 2 | Angola                | Al Hilal Stadium, Omdourman      |                                  |
| 17h00 (GMT)     | Mugiraneza 18e |       | 31e Love · 57e Osório | Arbitrage : Mohamedou Mal Souley | Arbitrage : Mohamedou Mal Souley |
| 17h00 (GMT)     | Rapport        |       |                       | Arbitrage : Mohamedou Mal Souley | Arbitrage : Mohamedou Mal Souley |

## Phase finale

### Quarts de finale
| 18 février 2011 | Soudan                                     | 1 - 1             | Niger                                       | Al Hilal Stadium, Omdourman |                            |
| 17h30 (GMT)     | Bakri 17e                                  |                   | 65e Modibo                                  | Arbitrage : Daniel Bennett  | Arbitrage : Daniel Bennett |
| 17h30 (GMT)     | Rapport                                    |                   |                                             | Arbitrage : Daniel Bennett  | Arbitrage : Daniel Bennett |
| 17h30 (GMT)     | Osman · Masawi · Musaab · Safari · Mustafa | Tirs au but 4 – 3 | Laouali · Modibo · Moussa · Sabiou · Moctar | Arbitrage : Daniel Bennett  | Arbitrage : Daniel Bennett |

| 18 février 2011 | Afrique du Sud | 0 - 2 | Algérie                         | Khartoum Stadium, Khartoum |                          |
| 14h00 (GMT)     |                |       | 44e (pen.) Maïza · 90+2e Metref | Arbitrage : Ousmane Fall   | Arbitrage : Ousmane Fall |
| 14h00 (GMT)     | Rapport        |       |                                 | Arbitrage : Ousmane Fall   | Arbitrage : Ousmane Fall |

| 19 février 2011 | Cameroun                                                                      | 0 - 0             | Angola                                                                       | Al Merreikh Stadium, Omdurman |                            |
| 14h00 (GMT)     |                                                                               |                   |                                                                              | Arbitrage : Daniel Bennett    | Arbitrage : Daniel Bennett |
| 14h00 (GMT)     | Rapport                                                                       |                   |                                                                              | Arbitrage : Daniel Bennett    | Arbitrage : Daniel Bennett |
| 14h00 (GMT)     | Bebey · Balokog · Nguemaleu · Ashu · Sagong · Ndame · Moundi · Monkam · Ekane | Tirs au but 7 – 8 | Job · Osório · Miguel · Kali · Love · Santana · Afonso · Zé Kalanga · Mafuta | Arbitrage : Daniel Bennett    | Arbitrage : Daniel Bennett |

| 19 février 2011 | Tunisie     | 1 - 0 | RD Congo | Khartoum Stadium, Khartoum  |                             |
| 17h30 (GMT)     | Dhaoudi 50e |       |          | Arbitrage : Koman Coulibaly | Arbitrage : Koman Coulibaly |
| 17h30 (GMT)     | Rapport     |       |          | Arbitrage : Koman Coulibaly | Arbitrage : Koman Coulibaly |

### Demi-finales
| 22 février 2011 | Algérie                                | 1 - 1             | Tunisie                                     | Khartoum Stadium, Khartoum          |                                     |
| 14h00 (GMT)     | Djabou 62e                             |                   | 18e Kasdaoui                                | Arbitrage : Rajindraparsad Seechurn | Arbitrage : Rajindraparsad Seechurn |
| 14h00 (GMT)     | Rapport                                |                   |                                             | Arbitrage : Rajindraparsad Seechurn | Arbitrage : Rajindraparsad Seechurn |
| 14h00 (GMT)     | Bouazza · Lemmouchia · Meftah · Metref | Tirs au but 3 – 5 | Darraji · Souissi · Gharbi · Hichri · Korbi | Arbitrage : Rajindraparsad Seechurn | Arbitrage : Rajindraparsad Seechurn |

| 22 février 2011 | Soudan                                              | 1 - 1             | Angola                                              | Al Merreikh Stadium, Omdurman      |                                    |
| 17h30 (GMT)     | Saif Eldin Ali 45e                                  |                   | 71e Love                                            | Arbitrage : Désiré Doué Noumandiez | Arbitrage : Désiré Doué Noumandiez |
| 17h30 (GMT)     | Rapport                                             |                   |                                                     | Arbitrage : Désiré Doué Noumandiez | Arbitrage : Désiré Doué Noumandiez |
| 17h30 (GMT)     | Manqué (arrêté) · Réussi · Réussi · Manqué (arrêté) | Tirs au but 2 – 4 | Réussi · Réussi · Manqué (arrêté) · Réussi · Réussi | Arbitrage : Désiré Doué Noumandiez | Arbitrage : Désiré Doué Noumandiez |

### Match pour la3eplace
| 25 février 2011 | Algérie | 0 - 1 | Soudan       | Al Hilal Stadium, Omdurman |                          |
| 14h30 (GMT)     |         |       | 37e El Tahir | Arbitrage : Eddy Maillet   | Arbitrage : Eddy Maillet |
| 14h30 (GMT)     | Rapport |       |              | Arbitrage : Eddy Maillet   | Arbitrage : Eddy Maillet |

### Finale
| 25 février 2011 | Tunisie                                 | 3 - 0 | Angola | Al Merreikh Stadium, Omdurman |                            |
| 17h30 (GMT)     | Traoui 47e · Dhaouadi 73e · Darragi 80e |       |        | Arbitrage : Daniel Bennett    | Arbitrage : Daniel Bennett |
| 17h30 (GMT)     | Rapport                                 |       |        | Arbitrage : Daniel Bennett    | Arbitrage : Daniel Bennett |

### Buteurs
| 3 buts - El Arbi Hillel Soudani - Myron Shongwe - Mudathir El Tahir - Zouhaier Dhaouadi - Slama Kasdaoui 2 buts - Abdelmoumene Djabou - Love - Jerry Nelson Pitty Djoué - Bheki Leonard Shabangu - Oussama Darragi | 1 but - Adel Maïza - Hocine Metref - Kali - Osório Carvalho - Ousmaila Baba - Jean Paul Ekane Ngah - Joseph Julien Momasso - Arnaud Monkam Guekam - Geremi Sagong - Mulota Kabangu - Dioko Kaluyituka - Trésor Salakiaku - Zoumana Koné - Kesse Jean-Paul Mangoua - Jean Ulrich Bembangoye - Johan Diderot Lengoualama - Coomson Daniel Larbi - Bagayoko | 1 but (suite) - Abdelkader Adamou Tiemou - Tukur Gambo - Sidibe Issa Modibo - Jean-Baptiste Mugiraneza - Jacques Tuyisenge - Mohamed Niang Diop - Moustapha Kassé - Nhlakanipho Already Mkhwanazi - Bakri Abd Elgadir Babeker - Saif Eldin Ali Idris Farah - Khaled Korbi - Youssef Msakni - Mejdi Traoui - Juma Sadam Ibrahim - Archieford Gutu - Norman Maroto |

### Meilleur joueur de la CHAN 2011
| Équipe  | Joueur            |
| ------- | ----------------- |
| Tunisie | Zouhaier Dhaouadi |